# امواج و آب کم‌ژرفا

هنگامی که امواج به مناطقی با آب کم‌ژرفا (تنک‌آب) حرکت می‌کنند، شروع به تحت تأثیر قرار دادن کف اقیانوس می‌کنند. حرکت مداری آزاد آب مختل می‌شود و ذرات آب در حرکت مداری دیگر به موقعیت اولیه خود بازنمی‌گردند. با کم شدن ژرفای آب، تورم بیشتر و تندتر می‌شود و در نهایت شکل موج تیزتاج را به خود می‌گیرد. پس از شکستن موج، تبدیل به موجی از انتقال می‌شود و فرسایش کف اقیانوس تشدید می‌شود.
امواج نویدی، راه‌حل‌های تناوبی دقیق معادله کورتوگ-دوریز در آب کم‌ژرفا هستند، یعنی زمانی که طول موج بسیار بیشتر از ژرفای آب باشد.